# Fiat G.46
Le Fiat G.46 était un avion d'entraînement militaire, construit en Italie par Fiat après la Seconde Guerre mondiale.

## Variantes
- G.46 A
- G.46 B
- G.46 1N
- G.46 2B
- G.46 3A et 3B
- G.46 4A et 4B

## Opérateurs
- Italie
  - Aeronautica Militare
- Argentine
- Syrie